# Бобриця (Звягельський район)
Бо́бриця — село в Україні, у Барашівській сільській територіальній громаді Звягельського району Житомирської області. Кількість населення становить 409 осіб (2001). У 1923—2016 роках — адміністративний центр однойменної сільської ради.

## Географія
Розташоване на річці Уж, за 47 км від смт Ємільчине та 22 км від залізничної станції Яблунець.

## Населення
У 1885 році в селі мешкало 432 особи, було 48 дворових господарств. За переписом 1897 року кількість мешканців зросла до 731 особи (362 чоловічої статі та 369 — жіночої), з яких 709 — православної віри.
В кінці 19 століття в селі проживало 657 осіб, кількість дворів — 134, у 1906 році — 812 жителів та 129 дворів.
Станом на 1923 рік в селі налічувалося 216 дворів та 1 511 мешканців, на 1972 рік кількість населення становила 680 осіб, дворів — 257.
Відповідно до результатів перепису населення СРСР, кількість населення, станом на 12 січня 1989 року, становила 475 осіб. Станом на 5 грудня 2001 року, відповідно до перепису населення України, кількість мешканців села становила 409 осіб.

## Історія
У 1650 році належала Левові Сапєзі, мала 23 двори. Історична дата утворення села — 1840 рік.
Станом на 1885 рік — колишнє власницьке село Барашівської волості Житомирського повіту Волинської губернії, на річці Тимошівка. В селі існували паровий і водяний млини.
В кінці 19 століття — село Барашівської волості Житомирського повіту, над річкою Тимошівкою, за 8 верст від Барашів та 66 верст від Житомира. Належало до православної парафії в Барашах, мало паровий та водяний млини.
У 1906 році — сільце Барашівської волості (1-го стану) Житомирського повіту Волинської губернії. Відстань до повітового та губернського центру, м. Житомир, становила 67 верст, до волосного центру, с. Бараші — 8 верст. Найближче поштово-телеграфне відділення розташовувалося в міст. Горошках.
У 1923 році сільце увійшло до складу новоствореної Бобрицької сільської ради, котра, від 7 березня 1923 року, стала частиною новоутвореного Барашівського району Коростенської округи; адміністративний центр ради. Розміщувалася за 8 верст від районного центру, с. Бараші.
Під час Голодомору 1932—1933 років в селі загинуло 56 осіб, імена 55 чоловік встановлено. В період загострення сталінських репресій проти українського народу, в 30-і роки минулого століття, органами НКВС безпідставно було заарештовано та позбавлено волі на різні терміни 13 мешканців села, з яких 6 чоловік розстріляно.
На фронтах Другої світової війни воювали 123 селян, 72 з них загинули, 41 нагороджено орденами та медалями. На їх честь в селі збудовано обеліск Слави.
В радянські часи в селі була центральна садиба колгоспу із зерно-тваринницьким напрямком, що користувався 1,9 тис. га угідь, з них 1,4 тис. га — ріллі. Діяли восьмирічна школа, клуб, дві бібліотеки, медпункт, відділення зв'язку та три крамниці.
30 грудня 1962 року, в складі сільської ради, включене до Ємільчинського району Житомирської області.
23 липня 1991 року, відповідно до постанови Кабінету Міністрів Української РСР № 106 «Про організацію виконання постанов Верховної Ради Української РСР…», село віднесене до зони гарантованого добровільного відселення (третя зона) внаслідок аварії на Чорнобильській АЕС.
28 липня 2016 року увійшло до складу новоствореної Барашівської сільської територіальної громади Ємільчинського району Житомирської області. Від 19 липня 2020 року, разом з громадою, в складі новоствореного Новоград-Волинського (згодом — Звягельський) району Житомирської області.

## Відомі люди
- Козел Ганна Макарівна (1916—1999) — Герой Соціалістичної Праці.